# روبرت جي. وايتهيد
روبرت جي. وايتهيد (بالإنجليزية: Robert G. Whitehead)‏ هو فنان أمريكي، ولد في 31 أكتوبر 1916 في Fort Morgan, Colorado ‏ في الولايات المتحدة، وتوفي في 22 فبراير 2007 في لاريدو في الولايات المتحدة.